# Verwaltungsgliederung der Slowakei
Die Verwaltungsgliederung der Slowakei unterlag während der Geschichte einem intensiven Wandel. Die Slowakei ist administrativ seit 1996 in acht Landesbezirke mit 79 Landeskreisen unterteilt.

## Begriffe
Zum besseren Verständnis der slowakischen Fachbegriffe nachfolgend einige kurze Erläuterungen und Übersetzungshilfen:
- krajina – Land (Slowakei)
- oblasť – Gebiet / Region (spielt nur in der NUTS-Gliederung eine Rolle)
- kraj – wird mit „Landesbezirk, Bezirk, Kreis,[1] Gau, Gebiet, Land, Landschaft, Landschaftsverband, Region“ übersetzt
- samosprávny kraj – Selbstverwaltungslandesbezirk (die größte administrative Einheit der slowakischen Volksvertretung; räumlich identisch mit dem Gebiet des Landesbezirkes)
- obvod – Stadtbezirk (Stadtbezirksamt (slowakisch: Obvodný úrad))
- okres – Bezirk oder Kreis[1] (entspricht faktisch und historisch dem im 19. Jahrhundert errichteten österreichischen politischen Bezirk; die ungefähre Entsprechung in Deutschland sind die Landkreise)
- mesto – Stadt
- obec – Gemeinde

## Einteilung
Die Slowakei ist nach drei Einteilungsprinzipien in folgende kleinere Einheiten unterteilt.

### Gebietsgliederung
Es gibt folgende Ebenen der Gebietsgliederung:
- Landesbezirk (slowakisch: kraj): 8
- Landkreis (slowakisch: okres): 79
- Stadt (slowakisch: mesto): 138
- Gemeinde (slowakisch: obec): 2883

### Staatliche Verwaltung
Seit Oktober 2013 gibt es folgende Ebenen der staatlichen Verwaltung:
- Regierung, Ministerien und weitere Organe
- Landkreisamt (slowakisch: okresný úrad) ist zuständig für einen Landkreis (Okres). In einer großen Verwaltungsreform wurden zum 1. Oktober 2013 72 Landkreisämter erneut eingeführt; sie hatten als solche schon im Zeitraum 1990–2003 bestanden.[2]

Sie ersetzten 248 Stadtbezirksämter (obvodné úrady), die für die Stadtbezirke zuständig waren.

### Selbstverwaltung durch Volksvertretung

#### Bezirke
Der Selbstverwaltungslandesbezirk (slowakisch: samosprávny kraj), in der Verfassung Höhere Gebietseinheit (vyšší územný celok) und inoffiziell bzw. umgangssprachlich auch Gespanschaft (župa) genannt, wurde zum 1. Januar 2002 eingeführt. Die Begriffe župa und župan werden von der Bevölkerung (noch) gemieden, weil sie zum einen veraltet klingen (Gespanschaften gab es bis 1927 und dann 1940–1945) und/oder weil man irrtümlich annimmt, dass es sich um ungarische Begriffe handelt (genaueres siehe unter Gespanschaft), zum anderen weil das slowakische Wort župa an das slowakische žumpa (deutsch: Jauchegrube) erinnert und das slowakische Wort župan auch die Bedeutung „Bademantel“ hat.
Ein Selbstverwaltungslandesbezirk ist die durch Bürger gewählte Volksvertretung (slowakisch: zastupiteľstvo) mit einem direkt gewählten Vorsitzenden (predseda). Dieser kann abgekürzt auch als „Gespan“ (župan) bezeichnet werden. Die Landesbezirke sind laut Gesetz von 1996 vom Gebiet her mit den Selbstverwaltungslandesbezirken identisch.

#### Gemeinden und Städte
Die Selbstverwaltungsform der Gemeinde (obec) erfolgte bereits 1990. Eine Gemeinde hat ebenfalls eine Vertretung und einen direkt gewählten Bürgermeister (starosta). Gemeinden, die Städte sind, haben einen Oberbürgermeister (primátor). Dem Bürgermeister sind das Gemeindeamt sowie die Gemeindepolizei direkt unterstellt. Nur die Gemeinden Bratislava und Košice haben zwei Ebenen der Gemeindeselbstverwaltung: für die Stadt (die so genannte Magistratsverwaltung) und die Stadtteile. Sie haben dementsprechend auch einen Oberbürgermeister und mehrere Bürgermeister in den einzelnen Stadtteilen. Die Aufteilung der Kompetenzen in beiden Städten wird durch besondere Gesetze geregelt.

## Liste der Landesbezirke der Slowakei
Die Namen der acht Landesbezirke werden von den Namen ihrer Hauptstädte abgeleitet:
| Kennziffer | ISO 3166-2 | Name                 | Verwaltungssitz | Fläche in km² | Einwohner | Dichte Einw./km² | Unterteilung  |
| ---------- | ---------- | -------------------- | --------------- | ------------- | --------- | ---------------- | ------------- |
| 01         | SK-BL      | Bratislavský kraj    | Bratislava      | 2052,60       | 736.385   | 358,75           | 08 Landkreise |
| 02         | SK-TA      | Trnavský kraj        | Trnava          | 4146,28       | 565.900   | 125,63           | 07 Landkreise |
| 03         | SK-TC      | Trenčiansky kraj     | Trenčín         | 4501,81       | 565.572   | 125,63           | 09 Landkreise |
| 04         | SK-NI      | Nitriansky kraj      | Nitra           | 6343,73       | 665.600   | 104,92           | 07 Landkreise |
| 05         | SK-ZI      | Žilinský kraj        | Žilina          | 6808,44       | 686.063   | 100,76           | 11 Landkreise |
| 06         | SK-BC      | Banskobystrický kraj | Banská Bystrica | 9453,97       | 611.124   | 64,64            | 13 Landkreise |
| 07         | SK-PV      | Prešovský kraj       | Prešov          | 8972,79       | 810.008   | 90,27            | 13 Landkreise |
| 08         | SK-KI      | Košický kraj         | Košice          | 6754,32       | 778.799   | 115,30           | 11 Landkreise |
|            | SK         |                      |                 | 49.033,98     | 5.419.451 | 110,52           | 79 Landkreise |

- Landesbezirk Bratislava räumlich identisch mit dem Selbstverwaltungslandesbezirk Bratislava
- Landesbezirk Trnava räumlich identisch mit dem Selbstverwaltungslandesbezirk Trnava
- Landesbezirk Trenčín räumlich identisch mit dem Selbstverwaltungslandesbezirk Trenčín
- Landesbezirk Nitra räumlich identisch mit dem Selbstverwaltungslandesbezirk Nitra
- Landesbezirk Žilina räumlich identisch mit dem Selbstverwaltungslandesbezirk Žilina
- Landesbezirk Banská Bystrica räumlich identisch mit dem Selbstverwaltungslandesbezirk Banská Bystrica
- Landesbezirk Prešov räumlich identisch mit dem Selbstverwaltungslandesbezirk Prešov
- Landesbezirk Košice räumlich identisch mit dem Selbstverwaltungslandesbezirk Košice

## Liste der Regionen

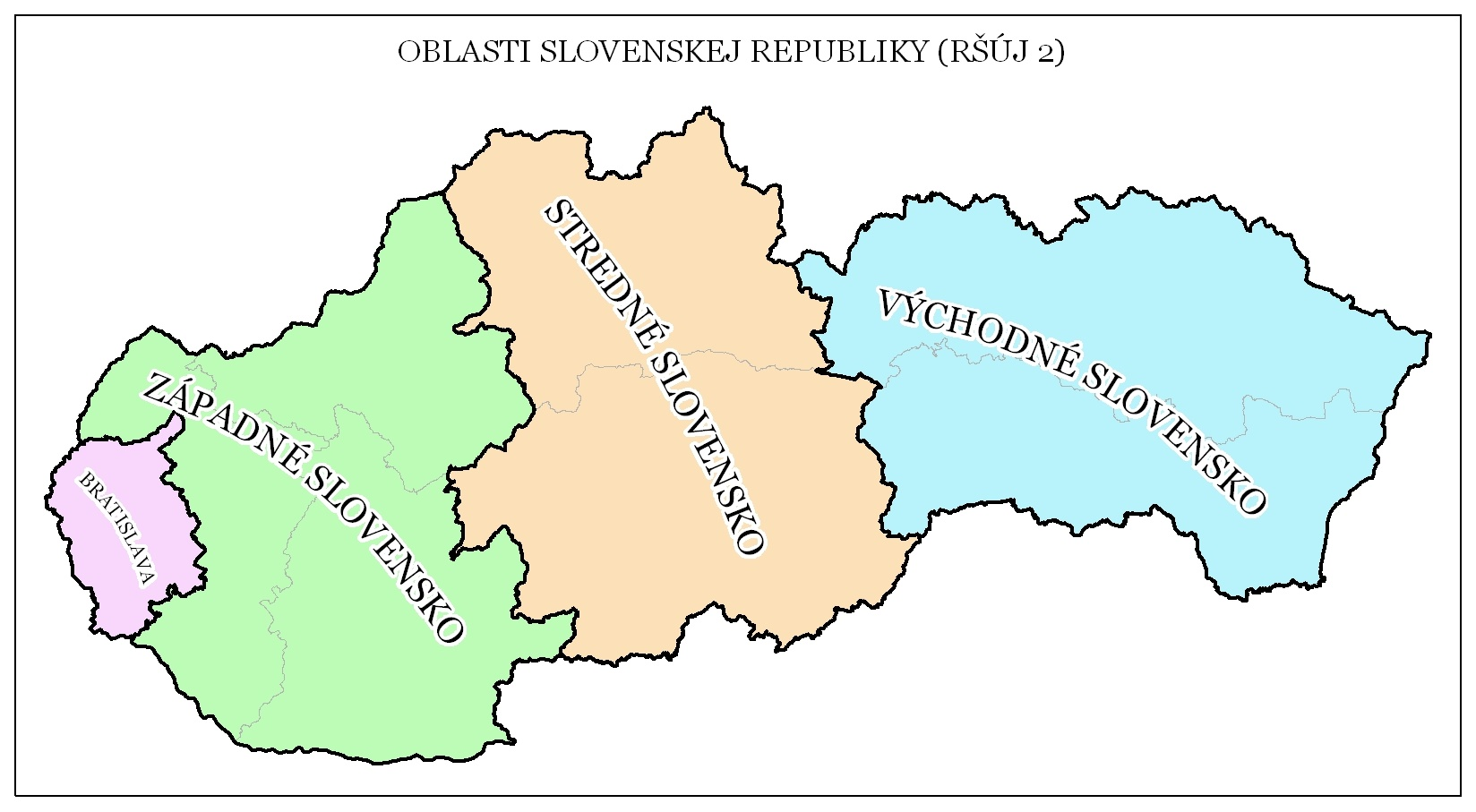
NUTS-2 Gliederung der Slowakei

Die Regionen entsprechen den NUTS-2 Gliederungen. Es existieren vier Regionen:
- Bratislavský kraj (SK01) – ist mit dem einen Landesbezirk gleichzusetzen
- Westslowakei (slowakisch: Západné Slovensko) (SK02) – Trnavský kraj, Trenčiansky kraj und Nitriansky kraj,
- Mittelslowakei (slowakisch: Stredné Slovensko) (SK03) – Žilinský kraj und Banskobystrický kraj
- Ostslowakei (slowakisch: Východné Slovensko) (SK04) – Prešovský kraj und Košický kraj

## Geschichte
Landkreise gibt es in der Slowakei schon seit dem 19. Jahrhundert (siehe Okres), allerdings mit sehr oft wechselnden Kompetenzen, Grenzen und Anzahl (zum Beispiel 1949 – 1960: 89, 1960 – 1968: 33, 1968 – 1996: 37, später 38).
Zum 1. Januar 1949 wurden in der Slowakei zum ersten Mal die Landesbezirke eingeführt – damals sechs: Bratislavský kraj, Nitriansky kraj, Žilinský kraj, Banskobystrický kraj, Prešovský kraj und Košický kraj. Sie hatten aber jeweils völlig andere Grenzen und Kompetenzen als ihre heutigen Nachfolger. 1960 wurde ihre Anzahl auf drei reduziert; es entstanden so der Východoslovenský kraj (Ostslowakischer Landesbezirk), der Stredoslovenský kraj (Mittelslowakischer Landesbezirk) und der Západoslovenský kraj (Westslowakischer Landesbezirk).
Am 1. Januar 1969 erhielt Bratislava als „Hauptstadt der Slowakischen Sozialistischen Republik“ einen Sonderstatus. Zum 1. Juli 1969 wurden die Landesbezirke in der Slowakei (im Gegensatz zu Tschechien) vorübergehend abgeschafft, sie mussten aber im Zuge des Normalisierungsregimes nach dem gescheiterten Prager Frühling ab 1970 wieder eingeführt werden. Bratislava blieb dabei eine Art vierter Landesbezirk. Diese Verwaltungsgliederung hielt bis zum Ende des Kommunismus in der Slowakei (Samtene Revolution von 1989). Bratislava war in dieser Zeit in sogenannte Stadtbezirke unterteilt (1960 – 1971: zwölf, 1971 – 1985: vier, 1985 – 1990/1996(?): fünf). Diese mit den heutigen fünf Landkreisen auf dem Gebiet der Stadt Bratislava identischen Stadtbezirke fungierten zwar seit den 1970er Jahren (auch) als Landkreise, sonst galt aber Bratislava als ein einziger Landkreis.
Im September 1990 wurden zum einen die vier Landesbezirke abgeschafft, zum anderen wurden auch Gemeinden nach langer Zeit wieder als Selbstverwaltungseinheiten definiert.
Im Juli 1996 wurden schließlich die jetzigen acht Landesbezirke eingeführt, die sich aus 79 Landkreisen zusammensetzen. Im Dezember 2001 wurden die Selbstverwaltungslandesbezirke eingeführt. Zum 1. Januar 2004 wurden schließlich die Landkreise als Teil der öffentlichen Verwaltung (das heißt die Landkreisämter) abgeschafft und dafür die Stadtbezirksämter als Verwaltungseinheiten eingeführt. Gleichzeitig werden seit 2001 die Kompetenzen der beiden Selbstverwaltungsebenen ständig erweitert, zuletzt durch ein Gesetz, durch das sie ab 2005 weitreichende Kompetenzen bei Steuern und Finanzen erhielten.
Am 1. Oktober 2013 wurden die Landkreisämter wieder eingeführt und die Stadtbezirksämter bzw. auch die Bezirksämter der höheren Gebietseinheit abgeschafft.